# 威廉·朗厄
威廉·朗厄（丹麥語：Vilhelm Lange，1893年12月20日—1950年11月17日），丹麦男子竞技体操运动员。他曾代表丹麦获得1920年夏季奥运会体操比赛男子团体自由式金牌。他于1950年在腓特烈斯贝去世。